# Conrad (Iowa)
Pour les articles homonymes, voir Conrad.
Conrad est une ville du comté de Grundy, en Iowa, aux États-Unis. Elle est incorporée le 15 novembre 1886.

## Source de la traduction
- (en) Cet article est partiellement ou en totalité issu de l’article de Wikipédia en anglais intitulé « Conrad, Iowa » (voir la liste des auteurs).